# Matthias Merz
Matthias Merz (* 1. únor 1984, Menziken) je švýcarský reprezentant v orientačním běhu, jenž v současnosti žije ve švýcarském Aarau. Jeho největším úspěchem je zlatá medaile z dlouhé trati na Mistrovství světa v roce 2007 v Kyjevě. V současnosti běhá za švédský klub OK Tisaren a švýcarský OLG Rymenzburg.

## Sportovní kariéra
| Přehled úspěchů na Mistrovství světa | Přehled úspěchů na Mistrovství světa | Přehled úspěchů na Mistrovství světa | Přehled úspěchů na Mistrovství světa | Přehled úspěchů na Mistrovství světa |
| Mistrovství světa                    | Sprint                               | Middle                               | Long                                 | Štafety                              |
| ------------------------------------ | ------------------------------------ | ------------------------------------ | ------------------------------------ | ------------------------------------ |
| Västerås 2004                        | 8. místo                             | 8. místo                             | X                                    | 9. místo                             |
| Aichi 2005                           | 13. místo                            | 17. místo                            | X                                    | 3. místo                             |
| Århus 2006                           | X                                    | 13. místo                            | X                                    | 4. místo                             |
| Kyjev 2007                           | 2. místo                             | X                                    | 1. místo                             | 5. místo                             |
| Olomouc 2008                         | 23. místo                            | X                                    | 5. místo                             | 3. místo                             |
| Miskolc 2009                         | X                                    | 3. místo                             | 14. místo                            | 1. místo                             |
| Trondheim 2010                       | X                                    | 14. místo                            | 11. místo                            | 3. místo                             |
| Savojsko 2011                        | 6. místo                             | 16. místo                            | X                                    | 4. místo                             |
| Lausanne 2012                        | 2. místo                             | X                                    | 2. místo                             | 4. místo                             |

| Přehled úspěchů na Mistrovství Evropy | Přehled úspěchů na Mistrovství Evropy | Přehled úspěchů na Mistrovství Evropy | Přehled úspěchů na Mistrovství Evropy | Přehled úspěchů na Mistrovství Evropy |
| Mistrovství Evropy                    | Sprint                                | Middle                                | Long                                  | Štafety                               |
| ------------------------------------- | ------------------------------------- | ------------------------------------- | ------------------------------------- | ------------------------------------- |
| Otepää 2006                           | 10. místo                             | 9. místo                              | X                                     | X                                     |
| Ventspils 2008                        | 13. místo                             | X                                     | 4. místo                              | 2. místo                              |
| Primorsko 2010                        | 4. místo                              | 2. místo                              | DSQ                                   | 1. místo                              |
| Falun 2012                            | X                                     | 5. místo                              | 2. místo                              | X                                     |

| Přehled úspěchů na Mistrovství světa juniorů | Přehled úspěchů na Mistrovství světa juniorů | Přehled úspěchů na Mistrovství světa juniorů | Přehled úspěchů na Mistrovství světa juniorů | Přehled úspěchů na Mistrovství světa juniorů |
| Mistrovství světa juniorů                    | Sprint                                       | Middle                                       | Long                                         | Štafety                                      |
| -------------------------------------------- | -------------------------------------------- | -------------------------------------------- | -------------------------------------------- | -------------------------------------------- |
| Alicante 2002                                | X                                            | 5. místo                                     | 62. místo                                    | 1. místo                                     |
| Põlva 2003                                   | X                                            | 1. místo                                     | 2. místo                                     | 3. místo                                     |
| Gdynia 2004                                  | X                                            | 2. místo                                     | 1. místo                                     | 3. místo                                     |